# Dora Ćosić
Dora Ćosić (2005.), hrvatska stolnotenisačica, rođena u Vitezu, u BiH. Bila je državna reprezentativka BiH. Godine 2018. postala je prvakinja BiH u stolnom tenisu u kategoriji kadeta. Sa svojih 13 godina natjecala se i protiv starijih igračica također se natjecala i na Balkanskom prvenstvu za seniorke mlađe od 21 godine na kojem je osvojila brončanu medalju. Na svjetskoj ljestvici (ITTF) kadetkinja početkom veljače 2019. bila je 45., a na europskoj ljestvici (ETTU) je na 20. mjestu.
Matični joj je klub STK CM Vitez. Na putu razvitka s njom su radili treneri Igor Stjepić, Ivan Bobaš i kondicijska trenerica Dajana Maros te trener Nihad Ajanić i izbornik ženskih selekcija Darko Arapović. U BiH je osvojila sve moguće trofeje. Bila je prvakinja BIH u svim dobnim kategorijama, od najmlađih kadetkinja, mlađih kadetkinja, kadetkinja do juniorki. Od 1. siječnja 2020. nastupa pod hrvatskom zastavom. Roditelji su izrazili želju da Dora igra za Hrvatsku, što su prihvatili u HSTS-u. Za Hrvatsku se Ćosić odlučila jer je tu vidjela prostor za razvoj te bolje uvjete za treniranje i razvoj, jaču konkurenciju te bolji razvojni plan s trenerima s europskim i svjetskim znanjem i iskustvom. Za Hrvatsku može pojedinačno nastupati odmah, dok u ekipnoj konkurenciji moraju proći tri godine. Za STK CM Vitez igrat će do konca sezone 2019/2020., nakon čega planira preseliti u Zagreb gdje bi i nastavila školovanje. Siječnja 2020. godine je na svjetskoj rang listi 20., a u Europi na 9. mjestu.